# فرقة التزلج الأولى (الفيرماخت)
فرقة التزلج الأول (بالألمانية: 1. Skijäger-Division) كانت وحدة مشاة للجيش الألماني تدربت على استخدام الزلاجات للحركة خلال فصل الشتاء. تم إنشاؤها على الجبهة الشرقية في خريف عام 1943 استعدادًا لعمليات الشتاء القادمة. تم توسيعها إلى فرقة كاملة في صيف عام 1944. خاضت الفرقة المعارك حصريًا على الجبهة الشرقية كجزء من مجموعة الجيوش الوسطى، بما في ذلك الاقتراب من نهر فيستولا وأثناء التراجع إلى سلوفاكيا وجنوب بولندا والأراضي التشيكية (الآن جمهورية التشيك )، حيث استسلمت للجيش الأحمر في مايو 1945.

## التكوين والتنظيم

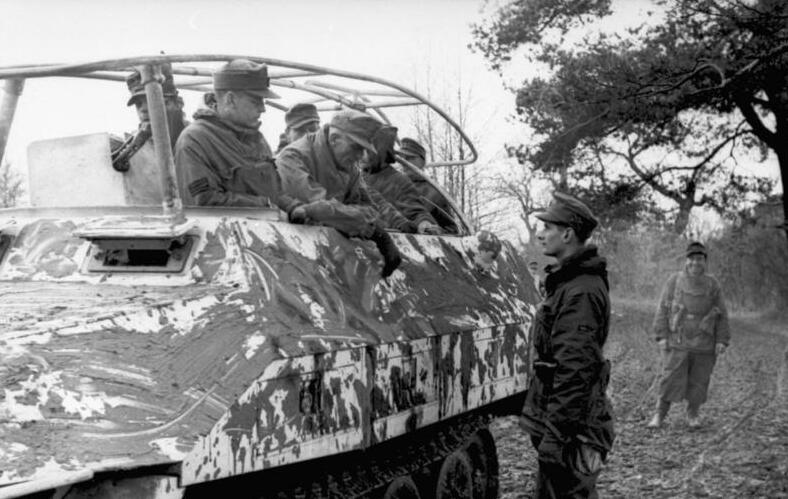
لواء Skijäger في عام 1944.

يذكر الكاتب والناشر الأمريكي جورج نافزيجر أن فرقة Skijäger الأولى تشكلت في 2 يونيو 1944 من خلال توسيع لواء Skijäger الأول، الذي تم تشكيله في البداية في سبتمبر 1943. كما هو معتاد للتشكيلات الألمانية في هذه المرحلة من الحرب، تم تشكيل الفرقة من الوحدات الموجودة التي تم تعزيزها بالمجندين الجدد. عناصر لواء بانزرجرينادير 19وفوج المدفعية الثقيلة 65، وكتيبةبانزرياغر 152 وكتيبة Werfer 18 (صاروخ) وكتيبة فلاك (مضادة للطائرات) 615.

## بناء
هيكل القسم: 
- مقر الفرقة
- فوج التزلج ياغر الأول
- فوج التزلج ياغر الثاني
- كتيبة التزلج الثقيلة الأولى
- فوج المدفعية 152 (شمل في نهاية المطاف الكتيبة 18)
- كتيبة التزلج فوسيلير الأولى
- 152 كتيبة التزلج المدمرة للدبابات
- كتيبة المدفعية الهجومة 270
- 85 كتيبة التزلج الهندسية
- 152 كتيبة التزلج الإشارة
- 152 كتيبة التزلج الاستبدال الميداني
- مجموعة التزلج التموين 152

## الضباط القادة
- غونتر فون مانتيفيل، 1 أبريل 1943 - سبتمبر 1943
- مارتن بيرج، 13 مايو 1944 - 2 أغسطس 1944
- غوستاف هونت، 3 أكتوبر 1944 - 15 نوفمبر 1944